# Sergent (France)
Pour les articles homonymes, voir Sergent (homonymie).
Le sergent est le premier grade de sous-officier de l'Armée de terre, de l'Armée de l'air et de l'espace et des formations civiles et militaires de sapeurs-pompiers.
Il est nommé « maréchal des logis » dans les armes montées de l'Armée de terre, dans le service de l'énergie opérationnelle (SEO), ainsi que dans le Corps de soutien technique et administratif de la Gendarmerie nationale (CSTAGN) et dans le corps des gendarmes adjoints volontaires (GAV) de la Gendarmerie nationale.
Le grade de sergent (ou maréchal des logis) correspond au grade de second maître dans la marine. Il est précédé par le grade de caporal-chef (brigadier-chef dans les armes montées) et suivi par celui de sergent-chef (ou maréchal des logis-chef dans les armes montées).

## Histoire

### Sergent

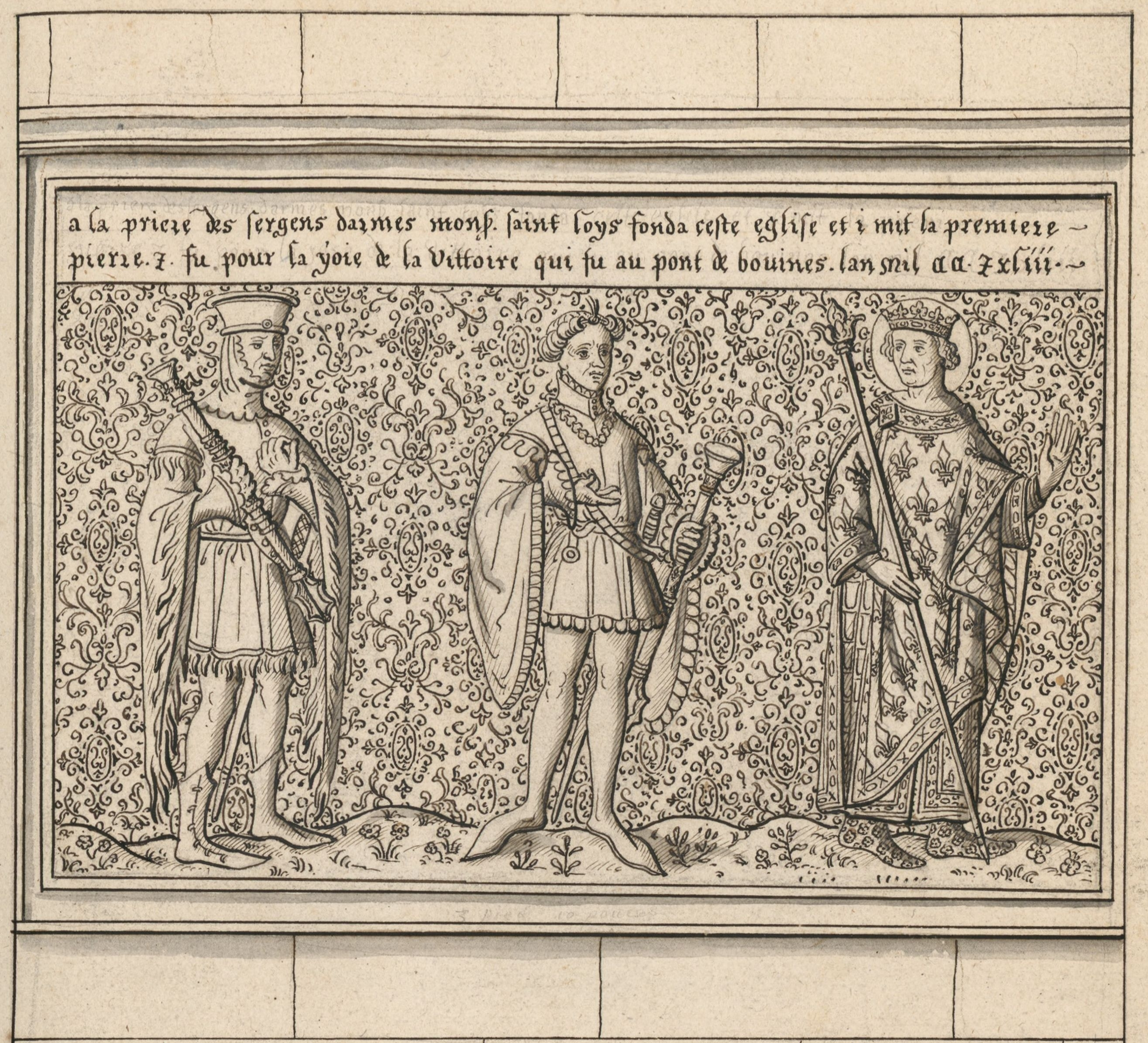
Louis XI et ses sergents d'armes.

Le terme de sergent provient du latin latin serviens, signifiant « qui sert ».
Au Moyen Âge, les sergents d’armes sont des soldats permanents, initialement des forces d’appoint en campagne. Ils sont au service soit de chevaliers, soit de villes, soit d'évêques, d'abbayes ou même de corporations. Au combat, ils pouvaient être engagés en bataillons complets, et chargés de soutenir, voire de remplacer, les chevaliers, ou parfois être chargés de diriger individuellement des groupes de guerriers moins expérimentés.
Chez les Templiers ou les chevaliers teutoniques, la majorité des combattants étaient appelés sergents, le statut de chevalier étant réservé aux membres d'origine noble.
Les sergents féodés ou fieffés avaient dans certains lieux charge et pouvoir de faire les exploits nécessaires, pour la recherche et la conservation des droits féodaux du seigneur, au nom duquel il recevait les cens, rentes, coutumes, et autres devoirs du seigneur.
Philippe Auguste, avant de partir en Croisade, crée deux fonctions portant ce nom :
- les sergents royaux : chaque prévôt dispose de sergents pour exécuter ses décisions de justice ;
- des sergents d’armes, qui lui servent de gardes du corps.

Les premiers portèrent ensuite le nom de sergents des maréchaux jusqu’en 1501 et, la création des premières compagnies de maréchaussée réglées, les cavaliers sont appelés archers jusqu’en 1760. Ils sont les ancêtres de la gendarmerie nationale française.
- XVIe siècle
  - Les sergents de bataille étaient chargés de faire ranger l'armée en bataille d'après les instructions du sergent major-général de l'infanterie.
  - Dans les légions nationales du roi François Ier, le sergent de bataille assiste le capitaine qui commande une compagnie de 1 000 hommes.
- XVIIe siècle
  - « Le sergent est d'ordinaire un soldat qui est passé par les degrés d'Anspessade[Quoi ?], ou de caporal. Quelquefois il reçoit la hallebarde, principalement quand il est de belle taille, vigilant, et qu'il sait bien lire et écrire, ces dernières conditions étant essentielles au poste de premier sergent de la compagnie, qui tient le registre du logement des officiers et des soldats de la compagnie.
  - Il appelle les soldats par leur nom le jour du prest, et c'est lui qui le fait d'ordinaire en l'absence des officiers, et liste ceux absents lors des gardes. Le sergent de garde, en l'absence des officiers de la compagnie, monte et descend les gardes, à la tête des premiers rangs, la hallebarde en main.
  - Les autres sergents se mettent sur les ailes de la compagnie et font observer les distances dans les rangs et les colonnes, tant pour la marche que pour le combat. Tous les soirs, le sergent de garde prend l'ordre du major ou de son aide, et le porte à son corps-de-garde. Un autre sergent veille les ordres du major, pour en informer les officiers. Quand un sergent est de garde, et qu'il sort du corps-de-garde pour une affaire d'importance, il laisse l'ordre et le mot à un des caporaux parmi ceux qui constituent la garde.»[2]

Les armées de toutes les époques ont développé les spécialités et les fonctions des sergents. Ainsi, par exemple :
- le premier sergent de la compagnie ;
- le sergent de semaine, le sergent de garde ;
- le sergent recruteur ;
- le sergent instructeur ;
- le sergent-major ;
- le sergent-major régimentaire.

### Maréchal des logis
Le sergent des troupes montées se dénomme maréchal des logis dans les troupes historiquement dotées de chevaux.
Le terme de « maréchal » provient de l'ancien français Marhskalk qui désignait initialement un domestique qui soignait les chevaux. Le mot a ensuite pris deux sens différents, désignant l'artisan chargé de ferrer les chevaux, et aussi l'officier responsable des chevaux. L’appellation maréchal des logis a ensuite désigné les militaires chargés de préparer les étapes de leur escadron (ravitaillement, hébergement).

## Armée de terre

### Formation

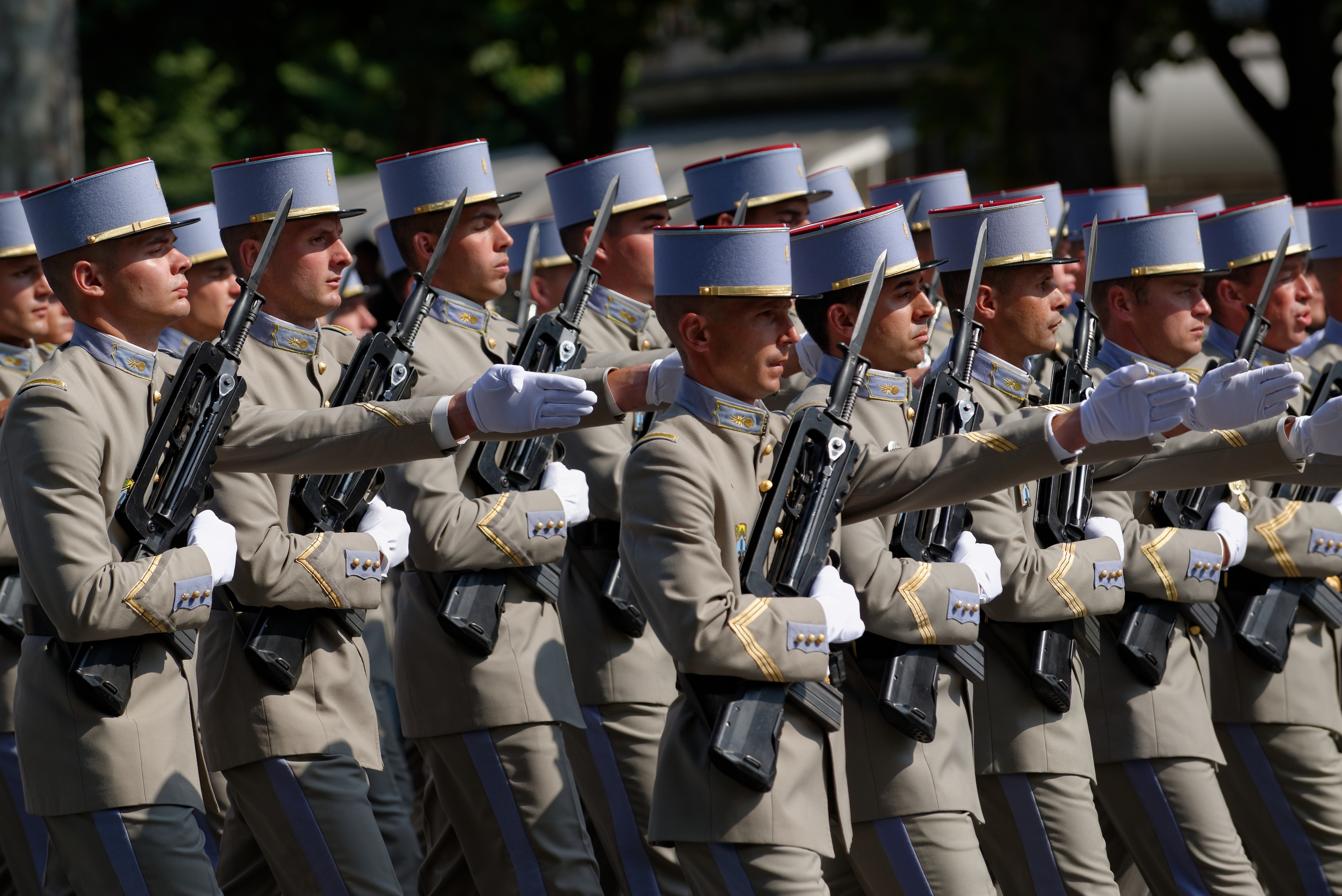
Sous-officiers de l'ENSOA durant le défilé militaire du 14 juillet 2013.

La formation des sous-officiers d'active de l'armée de terre est effectuée à l'école nationale de Saint-Maixent (ENSOA). Les élèves sont recrutés par voie externe ou interne.
Le recrutement externe des sous-officiers de l'Armée de terre est ouvert à toute personne de nationalité française titulaire d'un baccalauréat, âgée au minimum de 17 ans et six mois, et au maximum de 29 ans. La formation à l'ENSOA est alors de huit mois.
Le recrutement interne est ouvert aux militaires du rang, sans restriction d'âge, ayant entre deux et neuf années de service, et titulaires du certificat militaire élémentaire (CME) et du certificat technique élémentaire (CTE). La formation à l'ENSOA est alors de quatre mois.
À la fin de leur parcours, les élèves sous-officiers d'active se voient remettre leurs galons de sergent ou de maréchal-des-logis, en fonction de l'arme choisie.

### Organisation de combat

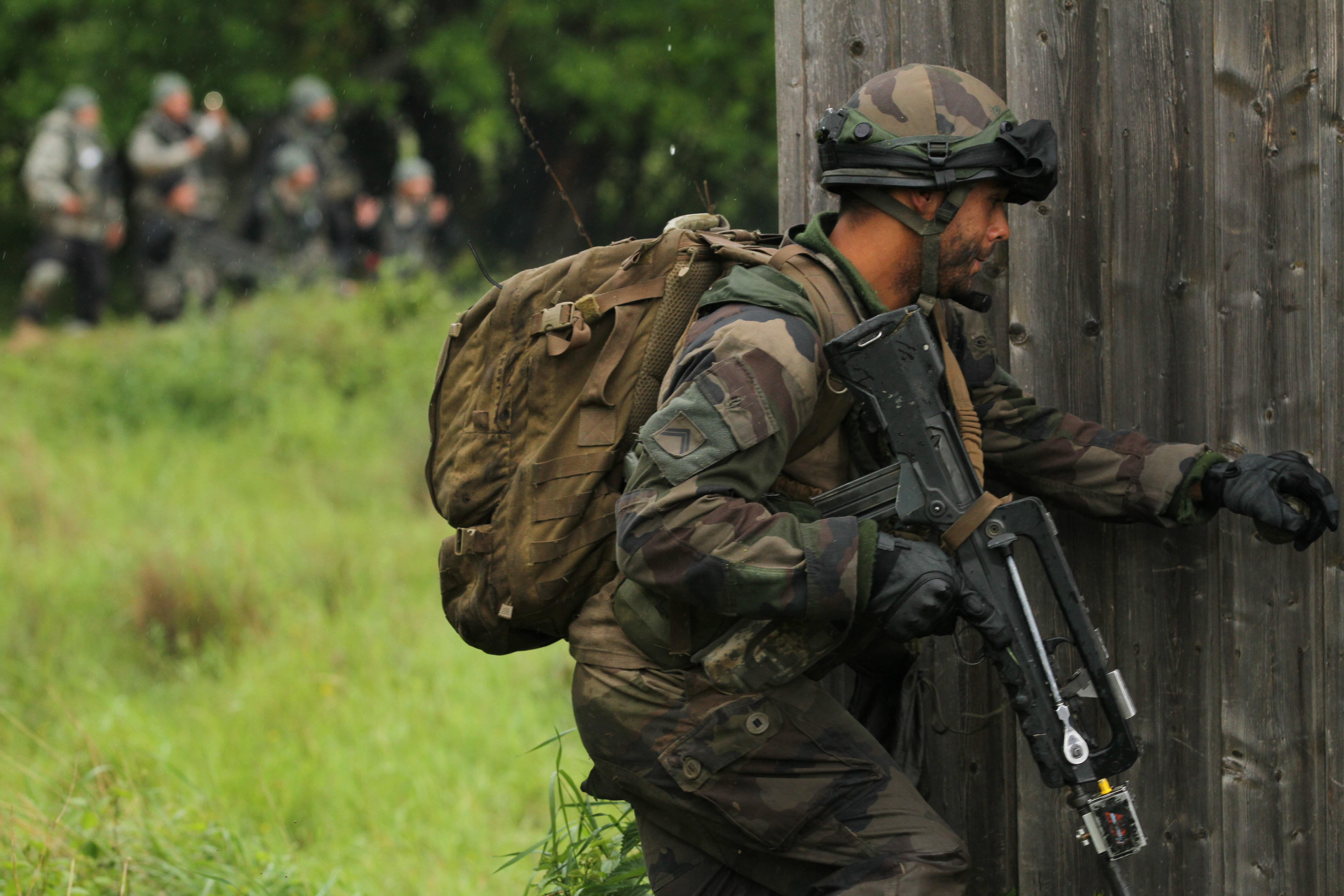
Un sergent de l'armée de terre durant l'entraînement multinational Combined Resolve II.

Le sergent en section de combat est le plus souvent chef de groupe (une dizaine d’hommes) ou de pièce (un char ou une pièce d’artillerie).
Dans ce cas, il a en général un chef d’équipe, qui peut être un caporal-chef, un caporal ou un 1re classe (faisant fonction de caporal, il porte alors sur le fourreau d’épaule gauche de sa veste de treillis la représentation du grade de caporal, en plus de la distinction de 1re classe sur le galon de poitrine).
Dans son groupe de combat, le sergent peut avoir d'autres gradés, souvent chef(s) de binômes spécialisés (tireurs LRAC, tireurs FM…).

### Spécificités des Armes
L'appellation et le galonnage sera différent en fonction de l'Arme d'appartenance du militaire.
Dans les régiments de la cavalerie, l'artillerie, du train et de l'aviation légère de l'Armée de terre (ALAT), le sergent prendra l'appellation de maréchal des logis.
Les galons de sergent et de maréchal des logis sont composés de deux chevrons :
- Dorés dans l'infanterie, l'artillerie, le génie, les transmissions et les troupes de marine ;
- Argentés dans les unités de chasseurs (alpins et à pied), la cavalerie, le matériel et le train.

La Légion étrangère, l'ALAT, la cavalerie ou encore le corps technique et administratif, peuvent porter alternativement l'or ou l'argent selon leurs spécialités[réf. nécessaire].

## Armée de l'air et de l'espace
La formation des sous-officiers de l'Armée de l'air et de l'espace est effectuée à l'école de Rochefort (EFSOAAE). Il n'existe pas galon d'élève sous-officier. Les élèves sous-officiers de l'Armée de l'air présentent sur leur manche gauche d'uniforme un titre d'épaule, ou bandeau, marqué : « élève sous-officier » comme élément distinctif. Les élèves sont recrutés par voie externe ou interne.
Le recrutement externe est ouvert à toute personne de nationalité française titulaire d'un baccalauréat, âgés au maximum de trente ans. Le recrutement interne est ouvert aux militaires du rang, ayant entre trois et six années de service, et titulaire d'un certificat d'aptitude à l'emploi de technicien ou de musicien.
Comme tous les grades de l'Armée de l'air, le galon de sergent est doré, en deux chevrons.

## Gendarmerie
Le grade de maréchal des logis existe uniquement dans le Corps de soutien technique et administratif de la Gendarmerie nationale (CSTAGN) et dans celui des gendarmes adjoints volontaires (GAV).
Le grade de gendarme, spécifique à l'Arme, est situé dans la hiérarchie militaire générale entre celui de sergent (ou équivalent) et de sergent-chef (ou équivalent). Il concerne les sous-officiers affectés en unité opérationnelle.